# Sabrina D'Angelo
Sabrina D'Angelo (født 11. maj 1993) er en kvindelig canadisk fodboldspiller, der spiller som målvogter for svenske Vittsjö GIK i Damallsvenskan og Canadas kvindefodboldlandshold, siden 2016.
Efter fire sæsoner i NWSL, skiftede hun til svenske Vittsjö GIK i Damallsvenskan.
Hun fik landsholdsdebut d. 14. marts 2017, i en kamp mod Belgien ved Algarve Cup 2018. Hun havde tidligere været indkaldt på landsholdet i December 2015 og Februar 2016.
Hun var med til at vinde bronze ved Sommer-OL 2016 i Rio de Janeiro.